# Diggers (film, 2006)
Pour les articles homonymes, voir Diggers.
Pour plus de détails, voir Fiche technique et Distribution.
Diggers ou Au gré des marées au Québec, est un film américain réalisé par Katherine Dieckmann, sorti en 2006.

## Synopsis
Long Island, New York.  Les joies et les vicissitudes de quatre hommes inséparables, pêcheurs de palourdes de père en fils.

## Fiche technique
- Titre : Diggers
- Titre québécois : Au gré des marées
- Réalisation : Katherine Dieckmann
- Scénario : Ken Marino
- Production : Anne Chaisson, Jason Kliot, Ken Marino, Joana Vicente, Jonathan Stern, Mark Cuban, Todd Wagner et David Wain
- Sociétés de production : Dirty Rice et HDNet Films
- Musique : David Mansfield
- Photographie : Michael McDonough
- Montage : Sabine Hoffmann et Malcolm Jamieson
- Décors : Roshelle Berliner
- Costumes : Catherine George
- Pays d'origine : États-Unis
- Format : Couleurs - 1,85:1 - Dolby Digital - 35 mm
- Genre : Comédie dramatique
- Durée : 87 minutes
- Dates de sortie : 9 septembre 2006 (festival de Toronto), avril 2007 (États-Unis)

## Distribution
- Lauren Ambrose (VQ : Émilie Bibeau) : Zoey
- Shannon Barry : Lisa
- Andrew Cherry : Anthony
- Richard Council (en) : le type dans le camion
- Ron Eldard (VQ : Louis-Philippe Dandenault) : Jack
- Marc Fogel : Featured clammer
- Django Gilligan : Wally
- Josh Hamilton (VQ : Renaud Paradis) : Cons
- Ken Marino (VQ : Gilbert Lachance) : Lozo
- Sarah Paulson (VQ : Mélanie Laberge) : Julie
- Alex Pickett : Frankie Jr.
- Jonny Pickett : Jon Jon
- Paul Rudd (VQ : Patrice Dubois) : Hunt
- Scott Sowers (VQ : François Trudel) : Bill
- Maura Tierney (VQ : Marika Lhoumeau) : Gina

Source et légende : Version québécoise (V.Q.) sur Doublage Québec.

## Autour du film
- Le tournage s'est déroulé à Long Island et Staten Island, à New York.
- Diggers signifie bêcheux, en anglais.